# Концерт для скрипки з оркестром № 2 (Камінський)
Концерт для скрипки з оркестром № 2 «Різдвяний» — концерт для скрипки з оркестром українського композитора Віктора Камінського, написаний 2002 року.

## Історія створення
Концерт був написаний для різдвяного концерта «Різдвяний музичний дарунок» львівського камерного оркестра «Академія».

## Нагороди
У 2005 році за скрипковий концерт № 2 «Різдвяний», симфонію-кантату «Україна. Хресна дорога», ораторію «Іду. Накликую. Взиваю…», «Акафіст до Пресвятої Богородиці» композитор відзначений Національною премією України імені Тараса Шевченка.

## Про концерт
Концерт починається з експресивного драматичного перебігу інтонаційних подій, які нагадують трагічні сторінки біблійної історії про народження Спасителя. Наприкінці концерту, символізуючи всепереможне світло Різдва, яскраво звучить цитата колядки «Що то за предиво».